# Thiescourt
 Thiescourt  es una población y comuna francesa, en la región de Picardía, departamento de Oise, en el distrito de Compiègne y cantón de Lassigny.

## Demografía
| 434 | 424 | 401 | 438 | 536 | 608 |
| Para los censos de 1962 a 1999 la población legal corresponde a la población sin duplicidades (Fuente: INSEE [Consultar]) |     |     |     |     |     |